# Чарли Хаас
Чарли Хаас (на английски: Charlie Haas) е американски състезател по кеч състезаващ се за шоуто „Първична сила“ на WWE. Хаас е партньор на Шелтън Бенджамин в „Най-силния отбор на света“.

## Кариера
На 26 декември 2002 година Чарли Хаас и Шелтън Бенджамин дебютират в епизод от шоуто „Разбиване“ като хийлове и под ръководството на Кърт Енгъл сформират „Отбор Енгъл“. Заедно те нападат Брок Леснар и Крис Беноа, помагайки на Кърт да запази титлата си, но когато Енгъл се превръща във фейс той ги лишава от водачеството си. Отборът е преименуван на „Най-силния отбор на света“. Отборът двукратно печели титлите по двойки, след което се разформирова, тъй като Шелтън е привлечен в „Първична сила“. Поотделно и двамата се превръщат във фейсове. Хаас печели за трети път титлата по двойки заедно с Рико.
Скоро след сватбата си с Джаки Гайда пътищата на Чарли и федерацията се разделят.
През 2006 година Хаас дебютира в „Първична сила“, където побеждава Шелтън и образува хийл отбор с Висцера. Скоро отборът се разпада и Бенджамин и Хаас възраждат „Най-добрия отбор в света“, като в дебютния му за „Първична сила“ мач побеждават Шотландците. Тушът е на Хаас. На кралската битка от 30 души елиминират „Крайм тайм“, а в същия ден те и Нитро побеждават Екстремния отбор, като Бенджамин тушира Мат Харди.
По-късно Хаас и Шелтън Бенджамин въозобновяват отбора „Най-великият отбор на света“ и оттогава те се борят за да се докажат като най-доминиращите от отборите и да хванат отборните пояси.
След като Шелтън бенджамин отива в ECW и после в Смакдаун, Хаас става фейс и започва да имитира другите кечисти.